# Марія Антонія Португальська
Марія Антонія Португальська, також Марія Антонія де Браганса (порт. Maria Antónia de Bragança), повне ім'я Марія Антонія Аделаїда Камілла Кароліна Еулалія Леопольдіна Софія Інес Франциска де Ассіз і де Паула Мікаела Рафаела Габріела Гонзага Грегорія Бернардіна Бенедіта Андреа де Браганса (порт. Maria Antónia Adelaide Camila Carolina Eulália Leopoldina Sofia Inês Francisca de Assis e de Paula Micaela Rafaela Gabriela Gonzaga Gregória Bernardina Benedita Andrea de Bragança,  28 листопада 1862 — 14 травня 1959) — донька скинутого короля Португалії Мігела I та німецької принцеси Адельгейди Льовенштайн-Вертгайм-Розенберг, герцогиня-консорт Парми, дружина титулярного герцога Парми Роберта I.

## Біографія
Марія Антонія народилась у замку Бронбах, Вертгайм, Баден, 28 листопада 1862 року. Вона була наймолодшою з семи дітей колишнього короля Португалії Мігела I та його дружини Адельгейди Льовенштайн-Вертгайм-Розенберг. Мала старшого брата Мігела та сестер Марію даш Невіш, Марію Терезу, Марію Жозе, Адельгунду та Марію Анну. Виховувалися вони в традиційному католицькому дусі.
Батька не стало за два тижні до четвертого дня народження Марії Антонії. Надалі його замінив дядько, Карл Льовенштайн-Вертгайм-Розенберг.
У 21 рів Марія Антонія стала дружиною 36-річного титулярного герцога Парми Роберта I. Наречений був удівцем і мав дев'ятеро дітей від першого шлюбу. Весілля відбулося 15 жовтня 1884 у замку Фішгорн біля Целль-ам-Зеє.
У шлюбі народила 12 дітей. Чоловік помер восени 1907. Під час Першої світової війни Марія Антонія мешкала у Швейцарії. Троє з її синів воювали на боці Австро-Угорщини, двоє інших — у бельгійському війську.
У 1940 Марія Антонія разом із доньками Зітою та Ізабеллою переїхала із охопленої війною Європи до Квебеку в Канаді. Після Другої світової герцогиня-вдова повернулася до Люксембургу, де і провела останні роки.
Вона пішла з життя у віці 96 років 14 травня 1959 у Кольмар-Берзі, переживши брата, усіх сестер та трьох із своїх дітей. Похована у крипті замку Пухгайм, який перебував у володінні Пармьких Бурбонів, у Аттнанг-Пухгаймі в Австрії.

## Родина

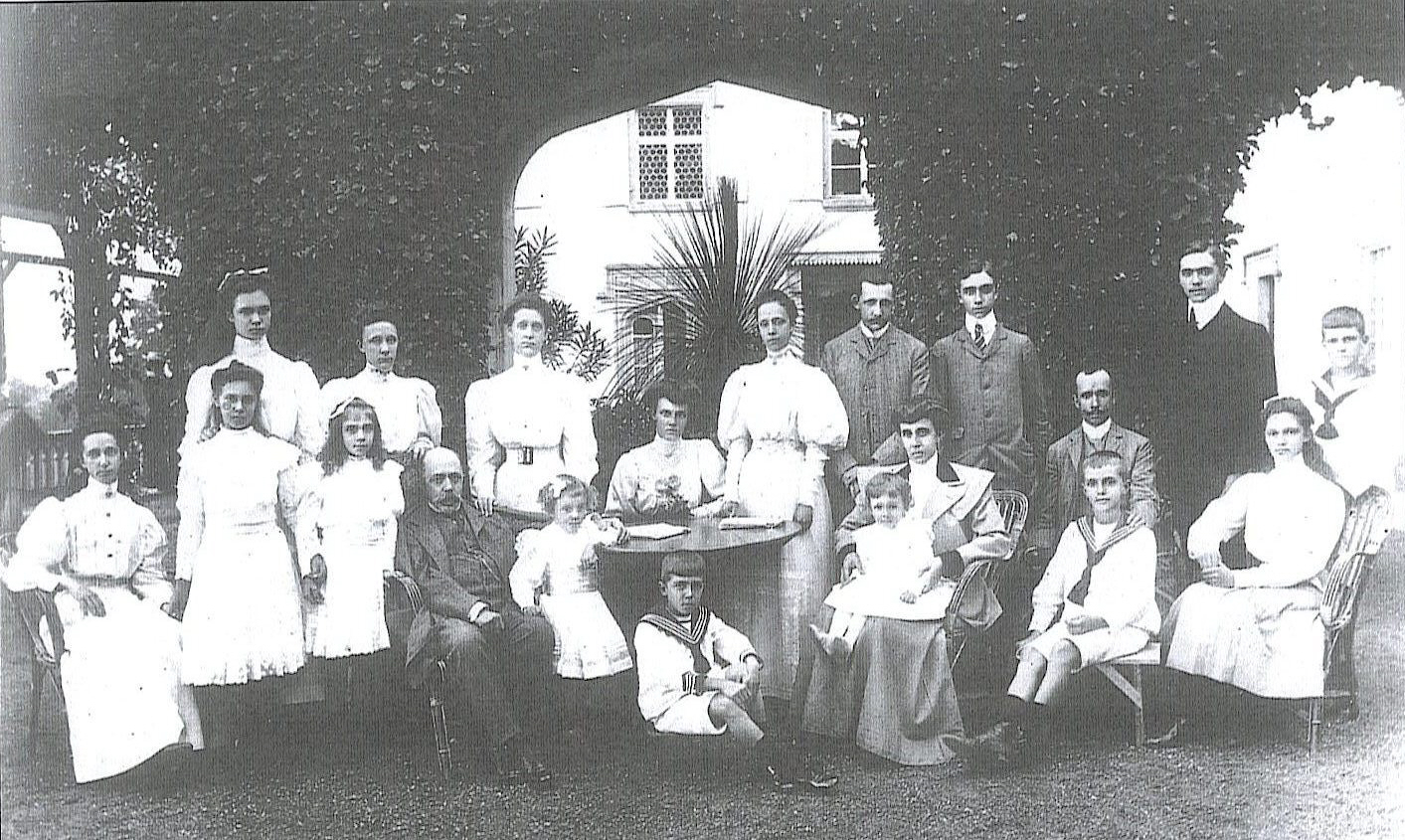
Марія Антонія у колі родини, світлина 1906 року

Чоловік — Роберт I Пармський
Дітиː
- Аделаїда (1885—1959) — черниця-бенедиктинка в Солемському абатстві у Солемі;
- Сікст (1886—1934) — письменник, був одруженим із Ядвігою де ла Рошфуко, мав єдину доньку;
- Франциск Ксавьє (1889—1977) — титулярний герцог Парми у 1974—1977, був одруженим із Мадлен Бурбон-Бюссе, мав шестеро дітей;
- Франческа (1890—1978) — черниця-бенедиктинка в Солемському абатстві у Солемі;
- Зіта (1892—1989) — дружина останнього імператора Австро-Угорщини Карла I, мала восьмеро дітей;
- Феліче (1893—1970) — був одруженим із великою герцогинею Люксембурга Шарлоттою, мав шестеро дітей;
- Рене (1894—1962) — був одруженим із данською принцесою Маргаритою, мав четверо дітей;
- Марія Антонія (1895—1977) — черниця-бенедиктинка в Солемському абатстві у Солемі;
- Ізабелла (1898—1984) — одружена не була, дітей не мала;
- Луїджі (1899—1967) — був одруженим із Марією Франческою Савойською, мав четверо дітей;
- Генриєтта (1903—1987) — була глухонімою, одружена не була, дітей не мала;
- Гаетано (1905—1958) — був одруженим із Маргаритою Турн-унд-Таксіс, їхня дочка — Діана Бурбон-Пармська.

## Нагороди
- Орден Зіркового хреста (Австро-Угорщина).